# 克里瓦 (佳切夫區)
克里瓦（烏克蘭語：Крива）是位於烏克蘭西部外喀爾巴阡州的佳奇夫區的村莊，始建於1690年，面積0.07平方公里，海拔高度281米，2001年人口3,024，人口密度每平方公里42,591.55人。
48°1′42″N 23°42′50″E / 48.02833°N 23.71389°E